# Hugo Bonatti
Hugo Bonatti (ur. 17 maja 1962 w St. Johann in Tirol) – austriacki narciarz, specjalista narciarstwa dowolnego. Jego największym sukcesem jest brązowy medal w kombinacji wywalczony podczas mistrzostw świata w Altenmarkt. Startował w zawodach pokazowych w balecie narciarskim (zajął 13. miejsce) oraz w jeździe po muldach (6. miejsce) na igrzyskach olimpijskich w Albertville.
Najlepsze wyniki w Pucharze Świata osiągnął w sezonie 1991/1992, kiedy to zajął 2. miejsce w klasyfikacji generalnej, a w klasyfikacjach kombinacji był trzeci. Trzecie miejsce w klasyfikacji kombinacji zajął także w sezonie 1992/1993.
W 1994 r. zakończył karierę.

## Osiągnięcia

### Mistrzostwa świata
| Miejsce | Dzień     | Rok  | Miejscowość | Konkurencja        | Zwycięzca          |
| ------- | --------- | ---- | ----------- | ------------------ | ------------------ |
| 44.     | 2 lutego  | 1986 | Tignes      | Jazda po muldach   | Éric Berthon       |
| 17.     | 4 lutego  | 1986 | Tignes      | Skoki akrobatyczne | Lloyd Langlois     |
| 9.      | 6 lutego  | 1986 | Tignes      | Kombinacja         | Alain LaRoche      |
| 37.     | 6 lutego  | 1986 | Tignes      | Balet narciarski   | Richard Schabl     |
| 6.      | 5 marca   | 1989 | Oberjoch    | Skoki akrobatyczne | Lloyd Langlois     |
| 23.     | 12 lutego | 1991 | Lake Placid | Balet narciarski   | Lane Spina         |
| 41.     | 14 lutego | 1991 | Lake Placid | Jazda po muldach   | Edgar Grospiron    |
| 12.     | 17 lutego | 1991 | Lake Placid | Skoki akrobatyczne | Philippe LaRoche   |
| 5.      | 17 lutego | 1991 | Lake Placid | Kombinacja         | Siergiej Szuplecow |
| 3.      | 11 marca  | 1993 | Altenmarkt  | Kombinacja         | Siergiej Szuplecow |
| 24.     | 12 marca  | 1993 | Altenmarkt  | Balet narciarski   | Fabrice Becker     |
| 42.     | 13 marca  | 1993 | Altenmarkt  | Jazda po muldach   | Jean-Luc Brassard  |
| 17.     | 14 marca  | 1993 | Altenmarkt  | Skoki akrobatyczne | Philippe LaRoche   |

### Puchar Świata

#### Miejsca w klasyfikacji generalnej
- sezon 1985/1986: 71.
- sezon 1986/1987: 53.
- sezon 1987/1988: 46.
- sezon 1988/1989: 53.
- sezon 1989/1990: 13.
- sezon 1990/1991: 5.
- sezon 1991/1992: 2.
- sezon 1992/1993: 41.
- sezon 1993/1994: 106.

#### Miejsca na podium
1. La Clusaz – 16 marca 1990 (Kombinacja) – 3. miejsce
2. Tignes – 7 grudnia 1991 (Kombinacja) – 3. miejsce
3. Piancavallo – 17 grudnia 1991 (Kombinacja) – 3. miejsce
4. Whistler Blackcomb – 12 stycznia 1992 (Kombinacja) – 2. miejsce
5. Breckenridge – 19 stycznia 1992 (Jazda po muldach) – 3. miejsce
6. Oberjoch – 2 lutego 1992 (Kombinacja) – 3. miejsce
7. Inawashiro – 1 marca 1992 (Kombinacja) – 3. miejsce
8. Madarao – 5 marca 1992 (Kombinacja) – 2. miejsce
9. Madarao – 8 marca 1992 (Kombinacja) – 2. miejsce
10. Tignes – 12 grudnia 1992 (Kombinacja) – 2. miejsce
11. Piancavallo – 19 grudnia 1992 (Kombinacja) – 3. miejsce
12. Le Relais – 31 stycznia 1993 (Kombinacja) – 3. miejsce
13. La Plagne – 26 lutego 1993 (Kombinacja) – 3. miejsce
14. La Plagne – 27 lutego 1993 (Kombinacja) – 2. miejsce

- W sumie 5 drugich i 9 trzecich miejsc.